# Tórax de Esparta
Tórax de Esparta (en griego antiguo: Θώραξ), aparece citado por Diodoro Sículo y destaca por sus servicios a las órdenes del líder espartano Calicrátidas durante las campañas de éste en Lesbos en 405 a. C. Además, tras la toma de Metimna, Calicrátidas le confió la responsabilidad de guiar a los soldados fuertemente armados hasta Mitilene. Al año siguiente, encontramos de nuevo a Tórax al mando de la fuerza terrestre que cooperó con la flota comandada por Lisandro en el asalto de Lámpsaco; y se quedó en Samos como escudo de Lisandro, cuando éste se dirigía a Atenas tras la Batalla de Egospótamos en el 404 a. C. Según Plutarco, Tórax fue ejecutado por la administración espartana a raíz de una queja del sátrapa Farnabazo. La queja se refería a la destrucción causada en sus tierras por Lisandro, lo que llevó a las autoridades espartanas a responder con la ejecución de Tórax, ya que era amigo y compañero del almirante acusado, y porque descubrieron dinero en su poder. Sin embargo, la fecha y las circunstancias de este hecho son muy dudosas.